# Wichayanee Pearklin
Wichayanee Pearklin (taj. วิชญาณี เปียกลิ่น), znana również jako Gam The Star (ur. 21 września 1989) – tajska piosenkarka i aktorka.
Wygrała tajski talent show The Star.
Jest tajskim głosem Elsy z Krainy lodu. Wykonała także tajskojęzyczną wersję utworu Let It Go.

## Dyskografia
- „GAM” (2008)[2]
- „Baby’s Is you” (2011)[3]